# William Bullock

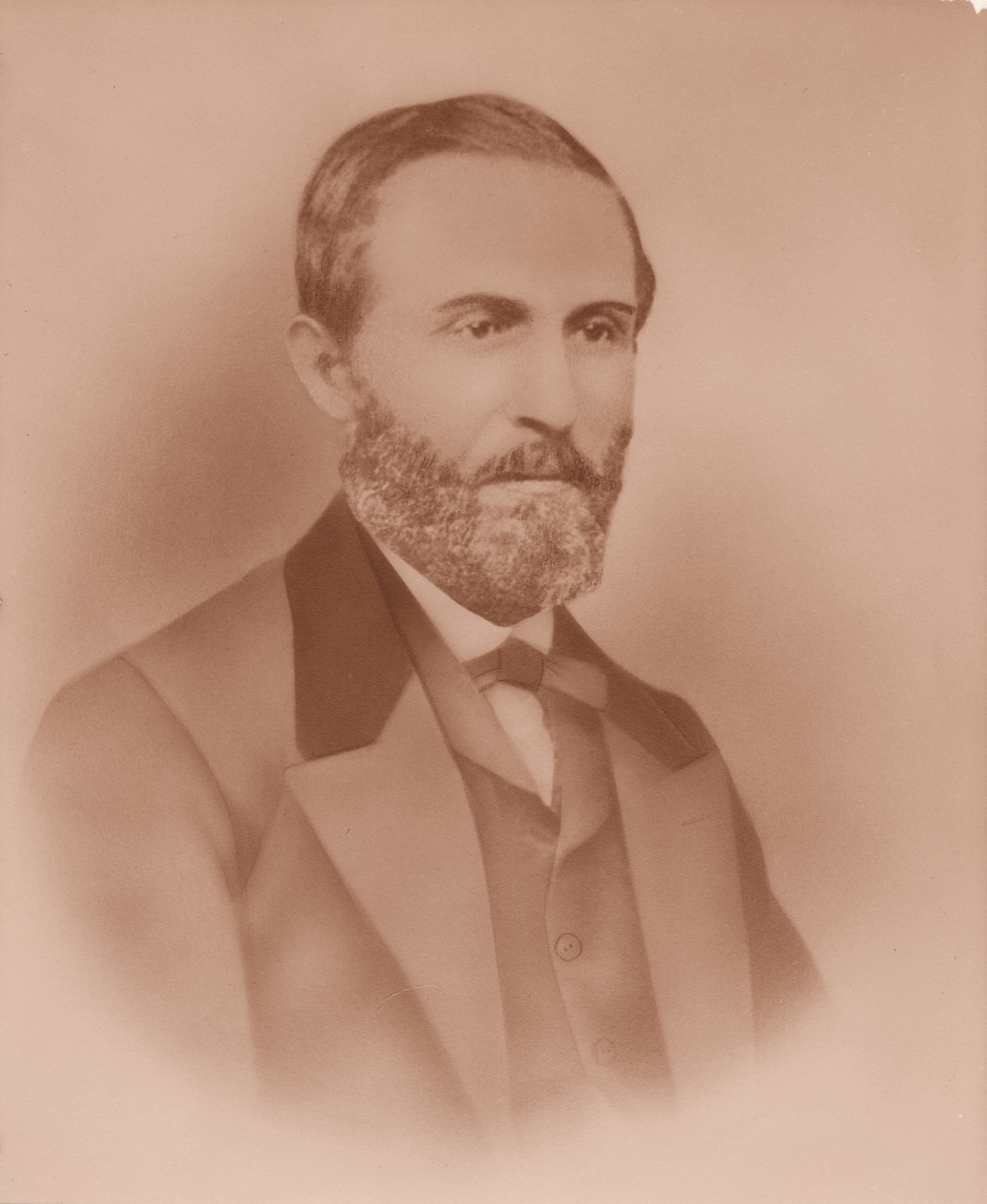

William Bullock (ur. w 1813 r. w Greenville, zm. 12 kwietnia 1867 r. w Pittsburgh) – amerykański wydawca i wynalazca. W 1863 roku opatentował maszynę rotacyjną do drukowania dwustronnego gazet (w technice drukowania wypukłego), co zrewolucjonizowało przemysł poligraficzny i dziennikarstwo.